# 장보고과학기지

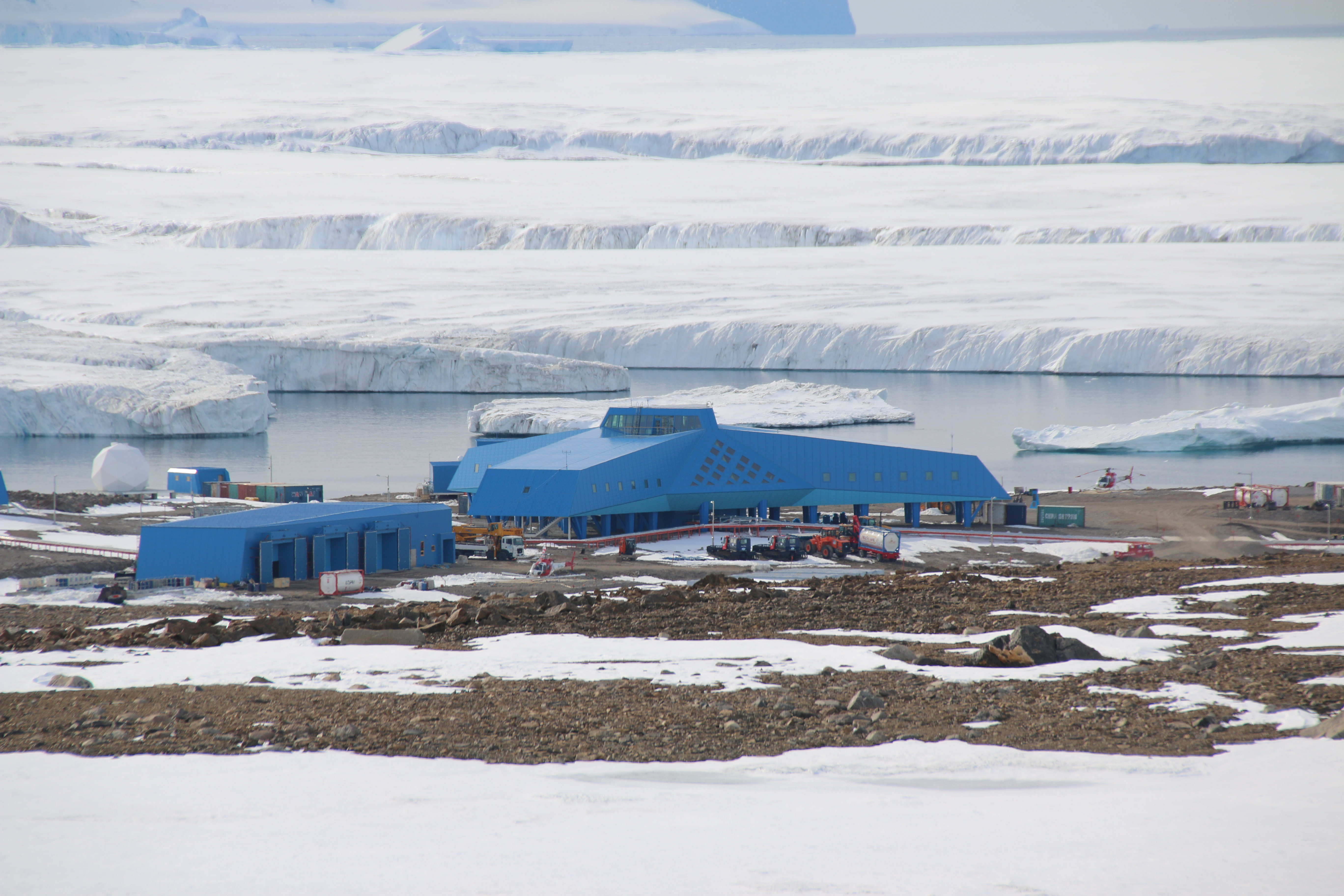
장보고 과학기지 (2017년)

장보고과학기지(張保皐科學基地)는 남극에 위치한 대한민국의 두 번째 과학기지이다. 2014년 2월 12일에 완공되었으며, 한국해양과학기술원 부설기관인 극지연구소에서 운영하고 있다. 기존의 세종과학기지는 남극 대륙이 아닌, 남극권의 섬(킹조지섬)에 위치하고 있지만, 장보고과학기지는 남극 '대륙'에 건설된 기지이다. 동남극 북빅토리아랜드(Northen Victoria Land) 테라노바 만(Terra Nova Bay) 연안에 위치해 있으며, 경위도 상으로 74° 37.4' S, 164° 13.7'E이다.

## 주변 기지
| 국적           | 기지명            | 위치                    | 년도   | 구분         |
| -------------- | ----------------- | ----------------------- | ------ | ------------ |
| 대한민국       | 세종기지          | (육지노출,맥스웰만)     | 1988년 | 상주기지     |
| 대한민국       | 장보고기지        | (육지노출,테라노바만)   | 2014년 | 상주기지     |
| 아르헨티나     | 깔리니 기지       | (육지노출,맥스웰만)     | 1953년 | 상주기지     |
| 러시아         | 벨링스하우젠 기지 | (육지노출,맥스웰만)     | 1968년 | 상주기지     |
| 칠레           | 프레이 기지       | (육지노출,맥스웰만)     | 1969년 | 상주기지     |
| 칠레           | 에스쿠데로 기지   | (육지노출,맥스웰만)     | 1995년 | 상주기지     |
| 중화인민공화국 | 장성 기지         | (육지노출,맥스웰만)     | 1985년 | 상주기지     |
| 독일           | 달만 실험실       | (육지노출,맥스웰만)     | 1981년 | 하계기지     |
| 폴란드         | 아르토우스키 기지 | (육지노출,어르미럴티만) | 1977년 | 상주기지     |
| 브라질         | 페라즈 기지       | (육지노출,어드미럴티만) | 1984년 | 상주기지     |
| 우루과이       | 아르티가스 기지   | (육지노출,맥스웰만)     | 1984년 | 상주기지     |
| 페루           | 막추픽추 기지     | (만년빙,어르미럴티만)   |        | 하계기지     |
| 미국           | 코파카바나 기지   | (육지노출,어르미럴티만) |        | 하계기지     |
| 체코           | 에코 기지         | 넬슨섬                  |        | 하계사설기지 |

## 같이 보기
- 세종과학기지
- 다산과학기지
- 남극 조약
- 아라온